# Kevin van Veen
Kevin van Veen (Eindhoven, 1 juni 1991) is een Nederlands voetballer die doorgaans speelt als spits. In juli 2025 verruilde hij FC Groningen voor FC Eindhoven.

## Clubcarrière
Van Veen begon bij RKVV Tongelre en speelde zeven jaar in de jeugdopleiding van PSV, waar hij niet verder kwam dan de C2. Hierna verkaste hij naar Helmond Sport, waar hij de jeugd doorliep. In 2010 speelde hij zes wedstrijden voor het eerste elftal na het vertrek van Johan Voskamp naar Sparta Rotterdam. Na het seizoen 2010/11 verkaste hij na een conflict met de trainer naar Dijkse Boys. Ondanks zeventien doelpunten van Van Veen degradeerde Dijkse Boys via de nacompetitie uit de Hoofdklasse. Na één seizoen vertrok hij naar UDI'19 waar hij zestien doelpunten maakte. Weer een jaar later ging hij voor JVC Cuijk spelen. Bij JVC baarde hij opzien met twintig treffers in de Topklasse Zondag. Hierop tekende hij voor de duur van één seizoen bij FC Oss. Hij debuteerde op 8 augustus 2014 voor Oss, toen met 0–4 verloren werd van FC Volendam. Tijdens zijn tweede wedstrijd, tegen RKC Waalwijk, scoorde Van Veen drie keer tijdens een 0–4 winst.
Van Veen verliet FC Oss in januari 2015 en tekende een contract voor drieënhalf jaar bij Scunthorpe United, op dat moment actief in League One. Op 31 januari 2016 werd bekend dat SC Cambuur Van Veen huurde van Scunthorpe United voor de rest van het seizoen. Hij tekende in januari 2018 een contract tot medio 2020 bij Northampton Town, dat hem overnam van Scunthorpe United. Een jaar later keerde hij terug bij Scunthorpe.
Medio 2021 verkaste Van Veen transfervrij naar Motherwell, waar hij voor drie seizoenen tekende. Zijn eerste seizoen leverde negen competitietreffers op. Het jaar erna werden dit er vijfentwintig. Hiermee werd Van Veen tweede op de topscorerslijst, achter Kyogo Furuhashi die er twee meer maakte.
In juni 2023 werd bekend dat Van Veen terugkeerde naar Nederland om te gaan spelen voor het gedegradeerde FC Groningen, waar hij per 1 juli een contract voor drie jaar tekende. Gedurende de eerste helft van het seizoen verloor Van Veen zijn basisplaats aan de jonge aanvallers Thom van Bergen en Romano Postema.
Hij keerde hierop in de winterstop terug naar Schotland; Kilmarnock nam hem op huurbasis over. Hier kwam hij in twaalf competitiewedstrijden niet tot scoren. St. Mirren hield hem in Schotland door hem voor het seizoen 2024/25 te huren. De Schotten stuurden hem in november 2024 terug, nadat er een aanklacht tegen hem kwam over huiselijk geweld. FC Groningen gaf echter aan hem niet voor het nieuwe jaar te hoeven terugzien. Uiteindelijk vertrok hij in juli 2025 bij de club, waarna hij terugkeerde bij FC Eindhoven en daar voor twee jaar tekende.

## Clubstatistieken
| Seizoen | Club              | Competitie     | Competitie | Competitie | Beker | Beker | Internationaal | Internationaal | Totaal | Totaal |
| Seizoen | Club              | Competitie     | Wed.       | Dlp.       | Wed.  | Dlp.  | Wed.           | Dlp.           | Wed.   | Dlp.   |
| ------- | ----------------- | -------------- | ---------- | ---------- | ----- | ----- | -------------- | -------------- | ------ | ------ |
| 2010/11 | Helmond Sport     | Eerste divisie | 6          | 0          | 1     | 0     | —              | —              | 7      | 0      |
| 2013/14 | JVC Cuijk         | Topklasse      | 29         | 20         | 5     | 4     | —              | —              | 34     | 24     |
| 2014/15 | FC Oss            | Eerste divisie | 20         | 16         | 1     | 0     | —              | —              | 21     | 16     |
| 2014/15 | Scunthorpe United | League One     | 20         | 2          | 0     | 0     | —              | —              | 20     | 2      |
| 2015/16 | Scunthorpe United | League One     | 20         | 2          | 4     | 0     | —              | —              | 24     | 2      |
| 2015/16 | → SC Cambuur      | Eredivisie     | 12         | 1          | 0     | 0     | —              | —              | 12     | 1      |
| 2016/17 | Scunthorpe United | League One     | 34         | 10         | 3     | 2     | —              | —              | 37     | 12     |
| 2017/18 | Scunthorpe United | League One     | 21         | 5          | 4     | 0     | —              | —              | 25     | 5      |
| 2017/18 | Northampton Town  | League One     | 10         | 0          | 0     | 0     | —              | —              | 10     | 0      |
| 2018/19 | Northampton Town  | League Two     | 25         | 7          | 3     | 3     | —              | —              | 28     | 10     |
| 2018/19 | Scunthorpe United | League One     | 13         | 1          | 0     | 0     | —              | —              | 13     | 1      |
| 2019/20 | Scunthorpe United | League One     | 27         | 10         | 6     | 5     | —              | —              | 33     | 15     |
| 2020/21 | Scunthorpe United | League One     | 19         | 1          | 2     | 1     | —              | —              | 21     | 2      |
| 2021/22 | Motherwell        | Premiership    | 32         | 9          | 7     | 2     | —              | —              | 39     | 11     |
| 2022/23 | Motherwell        | Premiership    | 38         | 25         | 4     | 4     | 2              | 0              | 44     | 29     |
| 2023/24 | FC Groningen      | Eerste divisie | 14         | 5          | 1     | 0     | —              | —              | 15     | 5      |
| 2023/24 | → Kilmarnock      | Premiership    | 12         | 0          | 1     | 0     | —              | —              | 13     | 0      |
| 2024/25 | → St. Mirren      | Premiership    | 5          | 0          | 0     | 0     | —              | —              | 5      | 0      |
| 2024/25 | FC Groningen      | Eredivisie     | 0          | 0          | 0     | 0     | —              | —              | 0      | 0      |
| 2025/26 | FC Eindhoven      | Eerste divisie | 0          | 0          | 0     | 0     | —              | —              | 0      | 0      |
| Totaal  | Totaal            | Totaal         | 357        | 114        | 42    | 21    | 2              | 0              | 401    | 135    |

Bijgewerkt op 3 augustus 2025.